# Каграманлы
Каграманлы (азерб. Qəhrəmanlı) — посёлок городского типа в Бейлаганском районе Азербайджана. Посёлок расположен в 9 км от железнодорожной станции Дашбурун (на линии Османлы-Новые — Горадиз).
Статус посёлка городского типа с 1966 года.

## Население
| 1970 | 1979 | 1989 | 2011 |
| ---- | ---- | ---- | ---- |
| 1687 | 1680 | 1576 | 1800 |